# Chutes Paulina
Les chutes Paulina (en anglais : Paulina Falls) sont des chutes d'eau du comté de Deschutes, dans l'Oregon, aux États-Unis. D'une hauteur de 24 mètres, ces chutes formées par la Paulina Creek relèvent du Newberry National Volcanic Monument. On les atteint par un sentier de randonnée dit Paulina Falls Trail.